# 阮有誌
阮有誌（1931年11月27日—1988年），筆名有方，是越南共和國海軍準將，詩人。
1931年11月27日出生於越南建和省。
1988年阮有誌去世。